# 武士蟳
武士蟳（学名：Charybdis miles）为梭子蟹科蟳属的动物。分布于日本、澳大利亚、菲律宾、新加坡、印度、阿曼湾、台湾岛以及中国大陆的广西、广东、福建等地，生活环境为海水，常见于水深10-200多米的沙质或泥质海底。其生存的海拔范围为-200至-10米。